# Aufklärungsgeschwader 52
Das Aufklärungsgeschwader 52 war ein Aufklärungsgeschwader der Bundeswehr  zur bemannten taktischen Luftaufklärung innerhalb der Bundeswehr. Es wurde zum 31. März 1994 außer Dienst gestellt.

## Geschichte
Am 12. Dezember 1959 stellte der erste Inspekteur der Luftwaffe, Generalleutnant Josef Kammhuber, das Aufklärungsgeschwader 52 mit Befehl Nr. 125 vom 10. April 1959 auf dem Flugplatz Erding in Dienst. Das Geschwader unterstand der 3. Luftwaffendivision in Münster, ab 1970 in Kalkar. Erster Kommodore des Geschwaders war Major Karl-Heinz Metz, der jedoch am 22. Dezember 1959 an den Folgen eines Verkehrsunfalls verstarb. Major Sommer übernahm stellvertretend die Führung, bis im Januar 1960 Major Roderich Cescotti als Geschwaderkommodore eingesetzt wurde. Im Oktober 1960 wurde das AG 52 nach Eggebek, und 1964 auf den Flugplatz in der Nähe von Leck verlegt. Der Flugplatz hatte den ICAO-Code EDNL (1990). Neben dem dortigen Flugplatzgelände nutzte der Verband die am 8. Oktober 1966 nach General Hermann von der Lieth-Thomsen benannte General-Thomsen-Kaserne in der Gemeinde Stadum.
Die Erstausstattung des Aufklärungsgeschwader 52 bestand zunächst aus 36 Luftfahrzeugen der taktischen Aufklärerversion der Republic F-84 „Thunderflash“ und aus vier Strahltrainern Lockheed T-33A, genannt „T-Bird“.
Im Jahr 1964 wurde das AG 52 im Rahmen einer Geschwaderverlegung mit der RF-104G ausgerüstet.
Das technische Personal wurde bei der Technische Schulen der Luftwaffe 1 in Kaufbeuren umgeschult, während die Flugzeugführer hauptsächlich bei der Waffenschule 10 in Jever das Starfighter-Training durchliefen.
Am 4. Juni 1966 begann die Verlegung der wenigen noch verbliebenen RF-84F. Am 31. August startete die offiziell letzte Thunderflash, von den Technikern farblich verändert, zum letzten Flug nach Erding.
Von Anfang 1971 bis Ende 1972 wurden die RF-104G von 44 Luftfahrzeugen McDonnell F-4 in der Version RF-4E abgelöst. Die unbewaffnete RF-4E wurde im Rahmen des Projekts „Kampfwertsteigerung“ 1979/1980 befähigt, auch als Jagdbomber eingesetzt zu werden.

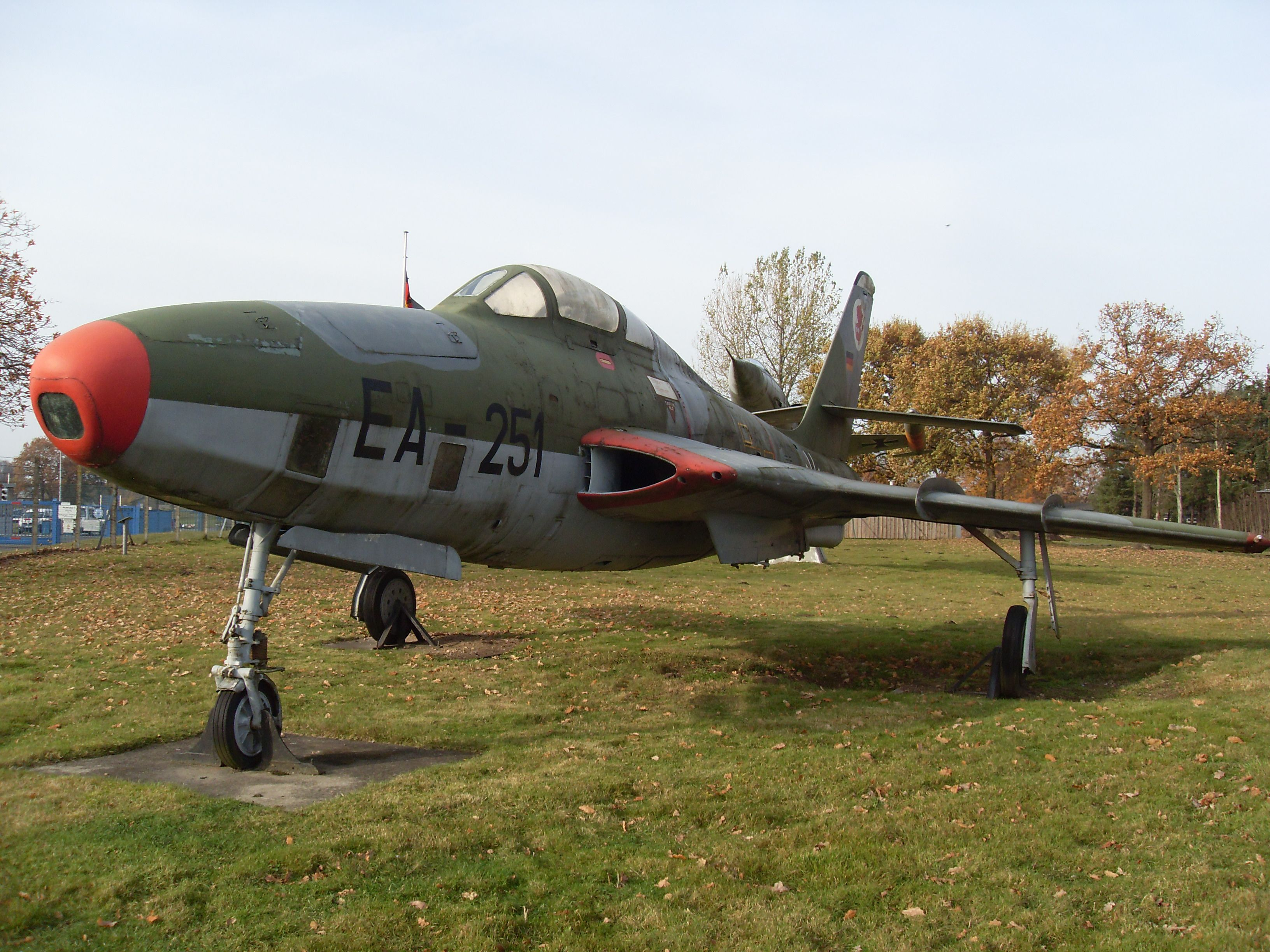
Republic F-84, Schleswig Jagel
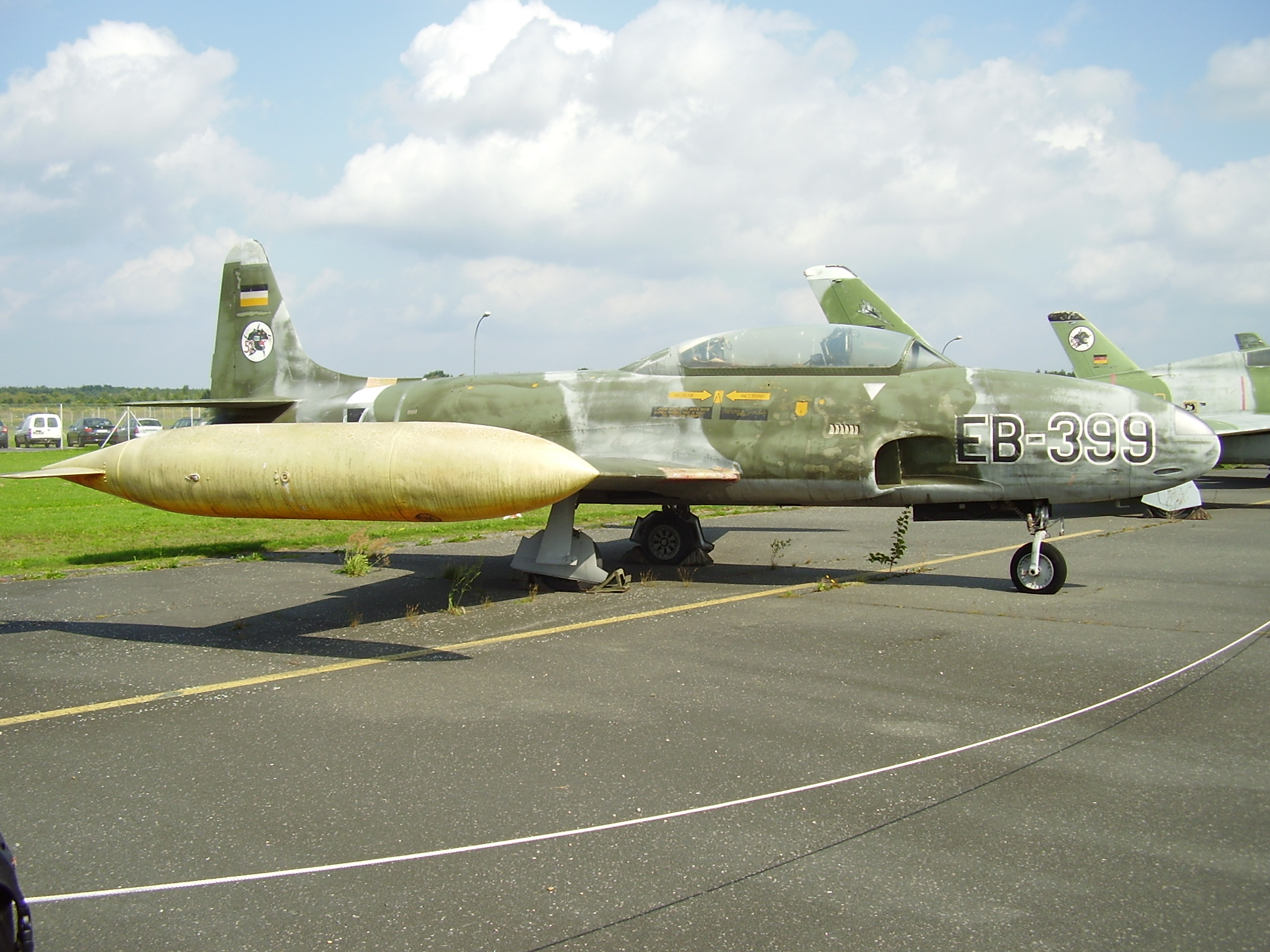
Lockheed T-33A des AG 52 im Luftwaffenmuseum Berlin-Gatow
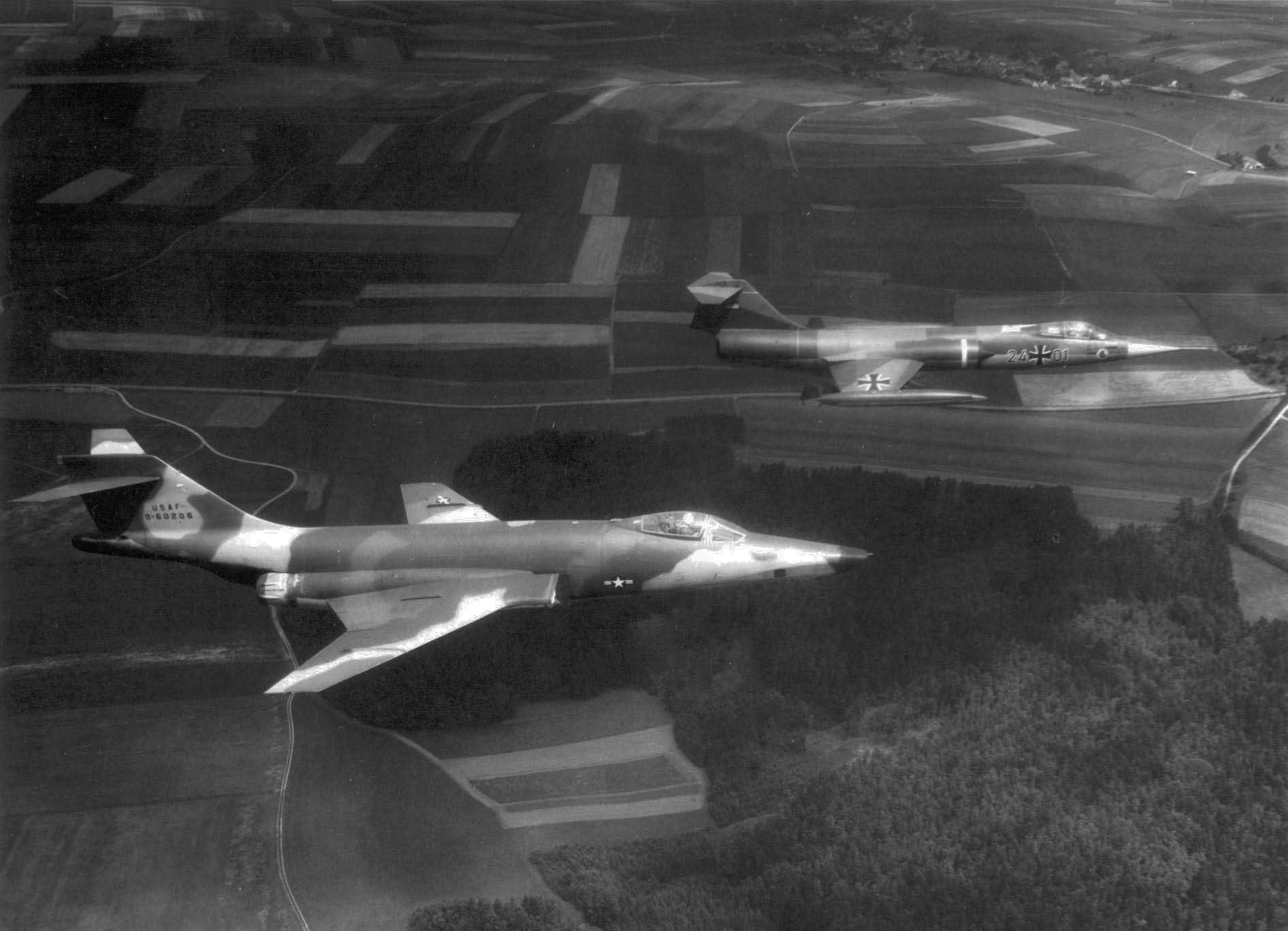
Hinten eine RF 104 des AG 51, davor eine RF-101C der USAF
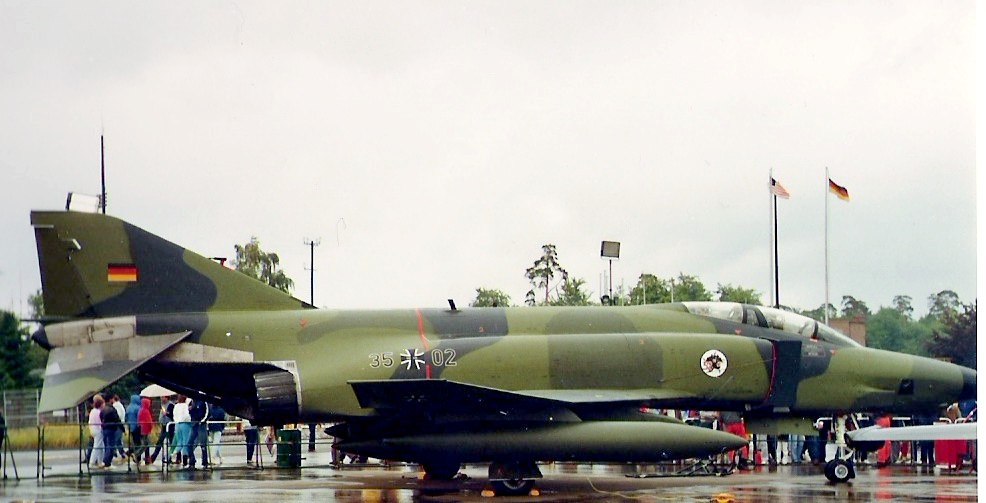
RF 4 E des AG 52, Ramstein AFB
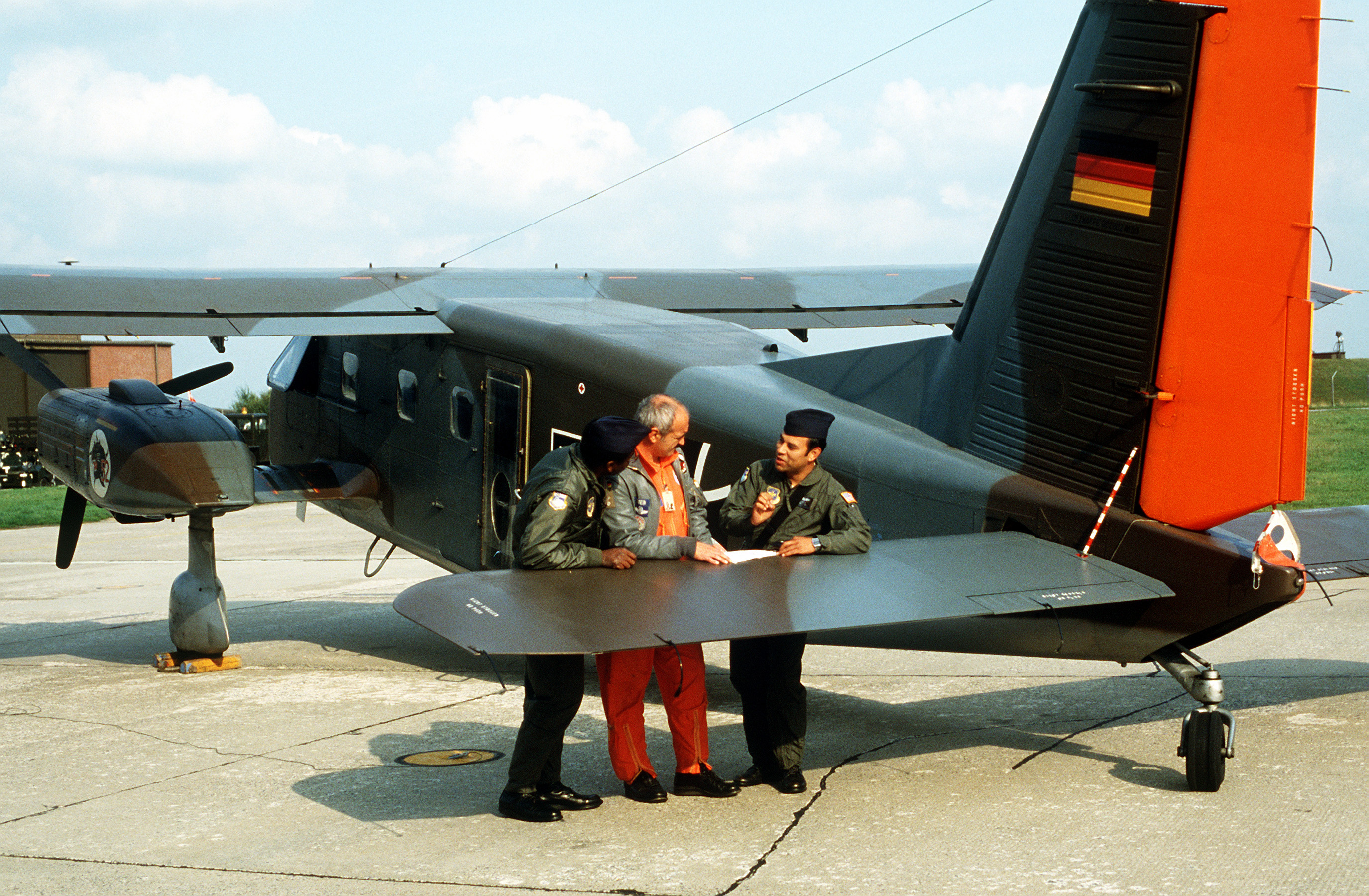
Do 28 des AG 52, Leck – cross servicing + Do Flight

## Geschwaderführung- und Gliederung
Das AG 52 unterstand national der 3. Luftwaffendivision; die NATO-Unterstellung gliederte sich über SHAPE – AFNORTH – BALTAP und AIRBALTAB.

### Die Kommodore des AG 52
- Major Karl-Heinz Metz, 12. Dezember 1959 bis 22. Dezember 1959
- Major Sommer, 22. Dezember 1959 bis 16. Januar 1960 (kommissarisch)
- Major Roderich Cescotti (Generalmajor a. D.), 16. Januar 1960 bis 5. Februar 1965
- Oberstleutnant Jentzen, 5. Februar 1965 bis 1. Februar 1970
- Oberstleutnant Hermann Braun (Oberst a. D.), 1. Februar 1971 bis 1. Oktober 1972
- Oberst Gerhard John (Generalleutnant a. D.), 1. Oktober 1972 – Februar 1976
- Oberst Berndt-Dieter von der Decken, Februar 1976 – März 1981
- Oberst Joachim Hameyer, April 1981 – September 1982
- Oberst Siegfried Thormann, Oktober 1982 – Januar 1986
- Oberst Hans-Heinrich Seifert, Februar 1986 – Dezember 1988
- Oberst Henner Scholz (Generalmajor a. D.), Dezember 1988 – März 1994

### Geschwaderstab
Der Geschwaderstab (auch Stab AG 52) unterstützte den Kommodore und legte die zur Umsetzung des Auftrages erforderlichen Maßnahmen fest. Seine Sachgebiete unterteilen sich in: S1 – Personalwesen, S2 – Militärische Sicherheit und militärisches Nachrichtenwesen, S3 – Einsatz, Organisation und Ausbildung, S4 – Logistik, S6 – Fernmeldewesen, Datensicherheit.
Das Aufklärungsgeschwader 52 gliederte sich in drei Gruppen, die Fliegende Gruppe die Technische Gruppe und die Fliegerhorstgruppe.

### Fliegende Gruppe
Der Fliegenden Gruppe gehörten zwei fliegende Staffeln mit je einem Bildzug für die Fliegerfilmbearbeitung und Luftbildauswertung sowie die Flugbetriebsstaffel an. Bei Planung, Steuerung und Überwachung des Flugbetriebs arbeitet der Stab mit den Sachgebieten S2 und S3 dem Kommandeur Fliegende Gruppe zu. Zuarbeit für die Personalführung leistete der Personaloffizier (S1) mit seinem Sachgebiet. Der Fliegenden Gruppe waren ferner die Geophysikalische Beratungsstelle (Geophys.BSt) zur Wetterberatung der fliegenden Besatzungen und die Datenübertragungsstelle Mitte (SLAR DÜStn Mitte) unterstellt. Für die fliegende Gruppe wichtig war die Standardisierungsgruppe, die direkt dem Geschwaderstab unterstellt war. Sie betrieb die Schulung und die Überprüfungen der Besatzungen auf Grundlage der nationalen Vorschriften und des TCTP (Tactical Combat Training Program).

### Technische Gruppe
Die Technische Gruppe stellte die zum Flugbetrieb erforderlichen Flugzeuge durch Instandsetzung und Instandhaltung bereit. Auch die Versorgung des Geschwaders mit Ersatzteilen, Betriebsstoffen, Bildgeräten, Verpflegung und Bekleidung gehörte zu den Aufgaben der Technischen Gruppe. Für die Wahrnehmung dieser logistischen Unterstützung waren ein Stab und die Instandsetzungsstaffel, die Wartungsstaffel, die Elektronik- und Bildgerätestaffel sowie die Nachschubstaffel zuständig.

### Fliegerhorstgruppe
Die Fliegerhorstgruppe gliederte sich in die Kraftfahrzeugstaffel mit der unterstellen Fahrschule, die Luftwaffensicherungsstaffel und die Luftwaffensanitätsstaffel. Der Kommandeur der Fliegerhorstgruppe war zugleich auch Kasernenkommandant.
Die Kommandeure von 1964 bis 1994 waren Major Weidemann sowie die Oberstleutnante Einicke, Kuhn, Bormann, Wall, Ellger, Beckmann, Backens, Gudehus, Werner und Heidenreich.

## Außerdienststellung und Statistik

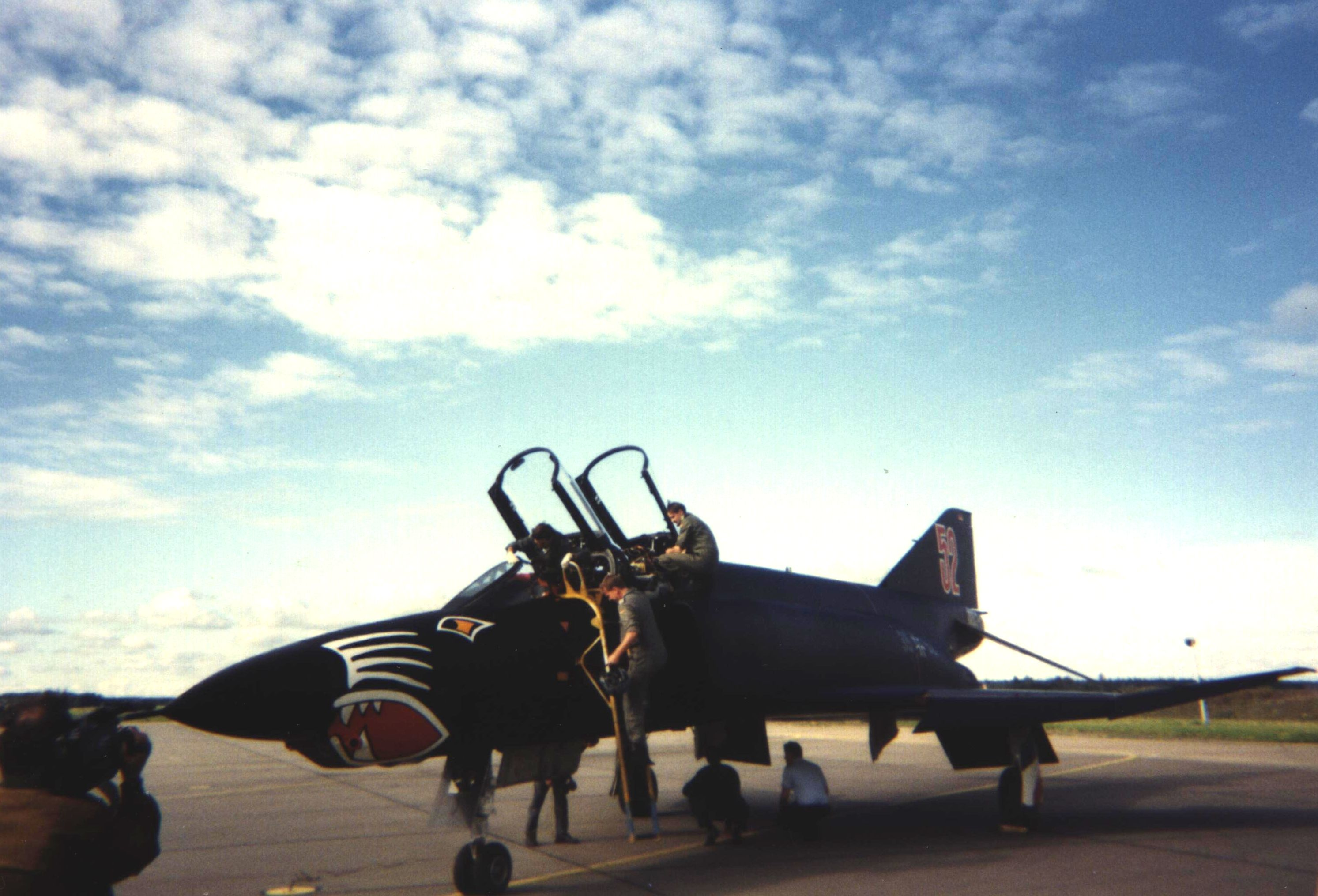
Die 35+52 „last call“ in Leck 26. August 1993

Gemäß Organisationsbefehl Nr. 44 / 1992 (Lw) vom 18. September 1992 wurde das AG 52 mit Wirkung zum 31. März 1994 außer Dienst gestellt.
Am 26. August 1993 verabschiedete sich das Geschwader mit einem Tag der offenen Tür von seiner gastgebenden Gemeinde Leck. Es erfolgten einige Flugvorführungen die mit dem sog. „last call“ des Luftfahrzeuges mit der Nummer 35+52 endete. Das AG 52 beendete seinen Dienst am 15. Dezember 1993. Am 12. Januar 1994 verließ das letzte Flugzeug, die RF-4E 35+25, die Basis in Leck.
Die Gesamtflugstunden des AG 52 betrugen insgesamt 262.420:20 Stunden:
- mit der RF 84 F     52.597:45 Stunden,
- mit der RF 104 G   21.627:55 Stunden,
- mit der TF 104 G    3.973:50 Stunden und
- mit der RF 4 E     184.220:50 Stunden.

### Verbleib der Luftfahrzeuge
46 RF-4E Phantom-Aufklärungsflugzeuge aus Bundeswehrbeständen wurden modernisiert und an die Türkei ausgeliefert, eine RF 4 E kam in das Militärhistorische Museum Flugplatz Berlin-Gatow.

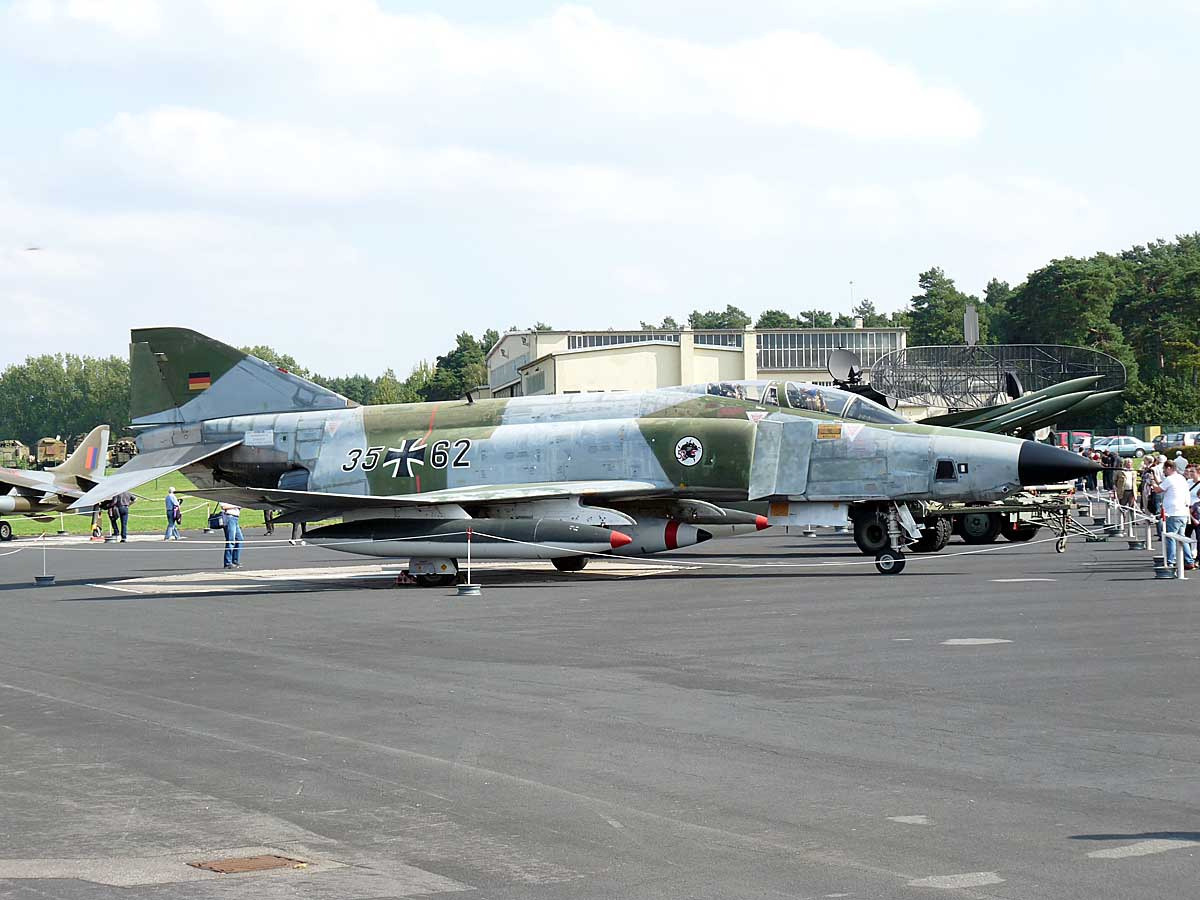
Die 35+62 des AG 52 in Gatow

### Verluste
Insgesamt gingen 26 Luftfahrzeuge durch Flugunfälle verloren; dabei verloren 18 Besatzungsmitglieder ihr Leben.

#### McDonnell RF-4E (Auswahl)
- 35+70 am 9. November 1975
- 35+55 am 23. März 1976, Major Klaus Langer † und Kampfbeobachter Hans-Peter Bader schwer verletzt.[14]
- 35+23 am 3. Oktober 1978, Ostsee bei Møn,  Oberleutnant Thomas Hofmann † und Major Rüdiger Küchenthal †.[15]
- 35+47 am 26. März 1980
- 35+30 am 27. Mai 1981; der Pilot †
- 35+80 am 15. September 1983, Hauptmann Endres † und Oberleutnant Oland †.[16][17]
- 35+69 am 15. Juni 1988, bei Coesfeld; Oberstleutnant Keilmann† und Major Cimbal†.[18]
- 35+14 am 5. Juli 1988, bei Stade
- 35+85 am 14. September 1988, Ostsee; beide Besatzungsmitglieder †

### Ehemalige Geschwaderangehörige (Auswahl)
Peter Aniol, Gerhard Back, Roderich Cescotti, Botho Engelien, Kurt Herrmann, Manfred Kohrs, Jürgen Koppelin, Walter Krupinski, Jochen Missfeldt, H. Dieter Neumann, Karlheinz Viereck.

## Einsätze im Rahmen des Katastrophenschutzes
Der erste Einsatz des AG 52 erfolgte aus dem Standort Eggebek in Form von Aufklärung aus der Luft bei der Sturmflut 1962. Die Aufklärer lieferten u. a. Daten zum Zustand der Deiche.
Während der Schneekatastrophe 1978/1979 wurden Soldaten und Ausrüstung des AG 52 zur Räumung der B199 und der B5 eingesetzt; vorrangig um die Straßenverbindung zum Kreiskrankenhaus in Niebüll frei zu halten. Ferner stellte das Geschwader Notstromaggregate und Unterkünfte für die Zivilbevölkerung zur Verfügung.

### Trivia
Anlässlich der Olympischen Sommerspiele 1972 wurde die Kfz-Staffel des AG 52 in die Transportabwicklung einbezogen. Es kamen zwölf Kraftfahrer und fünf Busse zum Einsatz.

## Traditionsgemeinschaft
Die Traditionsgemeinschaft Aufklärungsgeschwader 52 e. V. wurde am 10. November 1992 von 164 ehemaligen Angehörige des Aufklärungsgeschwader 52 in der General-Thomsen-Kaserne in Stadum gegründet, zum ersten Vorsitzenden wurde Peter Aniol gewählt. Bereits nach fünf Jahren war die Mitgliederzahl auf 500 angewachsen. Bis zum Jahr 2011 dienten die unteren Räume des Offizierheimes als Aufbewahrungsort für die Chronik sowie Exponate aus allen Bereichen des fliegerischen Verbandes, dann folgte der Umzug in das ehemalige Unteroffizierheim. Der Verein hat u. a. zum Inhalt, die Geschichte des AG 52 darzustellen und die Standort-Traditionspflege der Garnisonsgemeinde Leck von 1939 bis heute. Die private militärgeschichtliche Sammlung der Traditionsgemeinschaft des Aufklärungsgeschwaders 52 wurde 1977 in den Museumsverbund aufgenommen.